# Splachnobryum limbatum
Splachnobryum limbatum là một loài rêu trong họ Splachnobryaceae. Loài này được D.H. Norris & R.H. Zander mô tả khoa học đầu tiên năm 1981.